# Puchar Polski w piłce siatkowej kobiet (1989/1990)
Puchar Polski w piłce siatkowej kobiet 1989/1990 – 33. sezon rozgrywek o siatkarski Puchar Polski, rozgrywany od 1932 roku.

## Klasyfikacja końcowa
| Miejsce | Drużyna                |
| ------- | ---------------------- |
| 1.      | BKS Stal Bielsko-Biała |
| 2.      | Płomień Milowice       |
| 3.      | ŁKS Łódź               |
| 4.      | Wisła Kraków           |